# Люговское
Люговское — пресноводное озеро на территории Алёховщинского сельского поселения Лодейнопольского района Ленинградской области.

## Общие сведения
Площадь озера — 0,5 км², площадь водосборного бассейна — 36,4 км². Располагается на высоте ниже 61 метров над уровнем моря.
Форма озера дугообразная, продолговатая: оно почти на два километра вытянуто с северо-запада с юго-запада на северо-восток. Берега каменисто-песчаные, преимущественно возвышенные.
Из юго-западной оконечности озера вытекает река Шоткуса, левый приток Свири.
По центру озера расположен один относительно крупный (по масштабам водоёма) остров без названия.
На северном и северо-западном берегах водоёма располагается деревня Люговичи, через которую проходит трасса 41А-009 («Лодейное Поле — Тихвин — Будогощь — Чудово»), а также примыкает дорога местного значения 41К-134 («Люговичи — Акулова Гора — Яровщина»).
Код объекта в государственном водном реестре — 01040100811102000015432.